# 江藤隆
江藤 隆（えとう たかし、1951年 - ）は、日本の国土交通技官。千葉市下水道局長や、国土交通省下水道部長、公益財団法人日本下水道新技術機構理事長等を歴任した。

## 人物・経歴
熊本県生まれ。熊本県立熊本高等学校を経て、1976年九州大学大学院工学研究科土木工学専攻修了、建設省入省。1982年建設省中部地方建設局建設専門官。1995年日本下水道事業団計画部計画課長代理。1987年石川県土木部参事兼下水道室長。1989年石川県土木部下水道課長。1990年建設省都市局下水道部下水道企画課長補佐。1992年日本下水道事業団技術開発研修本部技術開発部技術開発課長。1993年日本下水道事業団業務部援助課長。1994年日本下水道事業団工務部工務課長。1996年建設省都市局下水道部公共下水道課町村下水道対策官。1997年千葉市下水道局長。1999年財団法人下水道新技術推進機構研究第一部長。2001年国土交通省東北地方整備局河川部長。2003年日本下水道事業団計画部長。2004年国土交通省都市・地域整備局下水道部下水道事業課長。2006年国土交通省都市・地域整備局下水道部長。2008年退官、財団法人下水道新技術推進機構専務理事。2015年公益財団法人日本下水道新技術機構理事長。2021年瑞宝中綬章受章。